# 美国国际贸易委员会
美国国际贸易委员会（英語：United States International Trade Commission，缩写USITC）是美国联邦政府下设的一个独立的、非党派性质的、准司法联邦机构。它负责向立法机构和执法机构提供国际贸易方面的专业意见。同时，该机构还负责判断进口对美国工业的冲击，并且对不公平贸易（例如：倾销及专利、商标及版权侵犯）采取措施。